# 哥倫比亞縣 (賓夕法尼亞州)
哥倫比亞縣（英語：Columbia County）是位於美国宾夕法尼亚州中部偏東的一個縣份，成立於1813年3月22日，面積1,296平方公里。根據2020年美國人口普查，共有人口64,727人。縣治布盧姆斯堡。縣名源自哥倫比亞，最早可以追溯到「發現」美洲大陸的克里斯托弗·哥伦布。